# Понте-ду-Рол
Понте-ду-Рол (порт. Ponte do Rol; МФА: [ˈpõ.tɨ du ˈʁɔɫ]) — парафія в Португалії, у муніципалітеті Торреш-Ведраш. Розташована в західній частині країни, на теренах історичної португальської провінції Ештремадура. Входить до складу округу Лісабон. За адміністративним поділом, чинним до 1976 року, терени парафії були складовою провінції Ештремадура. Належить до Лісабонського патріархату Католицької церкви. Патрон — Діва Марія. Площа — 9,6728 км². Населення — 2444 ос. (2011). Середньо урбанізований регіон. Густота населення — 252,67 осіб/км²
. Код — 111310.

## Населення
| Кількість мешканців | Кількість мешканців | Кількість мешканців | Кількість мешканців | Кількість мешканців | Кількість мешканців | Кількість мешканців | Кількість мешканців | Кількість мешканців | Кількість мешканців | Кількість мешканців | Кількість мешканців | Кількість мешканців | Кількість мешканців | Кількість мешканців |
| ------------------- | ------------------- | ------------------- | ------------------- | ------------------- | ------------------- | ------------------- | ------------------- | ------------------- | ------------------- | ------------------- | ------------------- | ------------------- | ------------------- | ------------------- |
| 1864                | 1878                | 1890                | 1900                | 1911                | 1920                | 1930                | 1940                | 1950                | 1960                | 1970                | 1981                | 1991                | 2001                | 2011                |
| 762                 | 765                 | 970                 | 1 185               | 1 246               | 1 319               | 1 433               | 1 697               | 1 761               | 1 865               | 1 864               | 1 932               | 2 063               | 2 081               | 2 444               |